# Kågeröds socken
Kågeröds socken i Skåne ingick i Luggude härad med delar före 1889 i Rönnebergs och Onsjö härader,, ingår sedan 1971 i Svalövs kommun och motsvarar från 2016 Kågeröds distrikt.
Socknens areal är 65,51 kvadratkilometer varav 65,27 land. År 2000 fanns här 1 945 invånare. Godset Knutstorps borg samt tätorten Kågeröd med sockenkyrkan Kågeröds kyrka ligger i socknen.

## Administrativ historik
Socknen har medeltida ursprung. Före 1889 låg delar av socknen i Onsjö härad och Rönnebergs härad 
Vid kommunreformen 1862 övergick socknens ansvar för de kyrkliga frågorna till Kågeröds församling och för de borgerliga frågorna bildades Kågeröds landskommun. Landskommunen utökades 1952 och uppgick 1969 i Svalövs landskommun som 1971 ombildades till Svalövs kommun. Församlingen uppgick 2006 i Kågeröd-Röstånga församling.
1 januari 2016 inrättades distriktet Kågeröd, med samma omfattning som församlingen hade 1999/2000.  
Socknen har tillhört län, fögderier, tingslag och domsagor enligt vad som beskrivs i artikeln Luggude härad. De indelta soldaterna tillhörde Norra skånska infanteriregementet, Rönnebergs kompani.

## Geografi
Kågeröds socken ligger sydost om Helsingborg med Söderåsen i nordost och kring Vege å. Socknen är en kuperad skogsbygd med odlingsbygd i sydväst.

## Fornlämningar
Boplatser och lösfynd från stenåldern är funna.

## Namnet
Namnet skrevs 1351 Kaaryth och kommer från kyrkbyn. Efterleden är ryd, 'röjning'. Förleden har oklar tolkning..